# René Jalbert
Pour les articles homonymes, voir Jalbert.
René Marc Jalbert (20 février 1921- 21 janvier 1996) est un militaire et sergent d'arme québécois. Ancien membre des Forces armées canadiennes, il est, en 1971, adjoint au chef du Protocole, lequel relève du secrétariat des affaires intergouvernementales.
Il est connu pour son intervention lors de la fusillade du 8 mai 1984 à l'hôtel du Parlement du Québec.

## Carrière militaire
René Jalbert a servi pendant la Seconde Guerre mondiale ainsi que pendant la guerre de Corée. Il a atteint le grade de major au sein du Royal 22e Régiment. Il a aussi participé aux forces de maintien de la paix à Chypre 

## Sergent d'armes

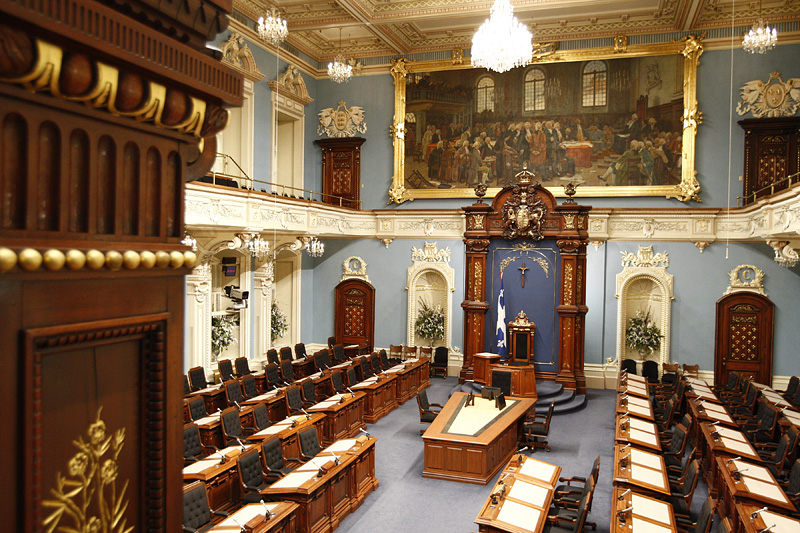
Salle de l'Assemblée nationale Québec

Après sa carrière militaire, il est sergent d'armes à l'Assemblée nationale du Québec pendant 11 ans de mars 1975 à juillet 1985, et reste connu pour son intervention lors de la fusillade du 8 mai 1984 à l'hôtel du Parlement du Québec quand Denis Lortie voulait assassiner le premier ministre du Québec, René Lévesque,,,.
Dans la matinée du 8 mai 1984, Denis Lortie entre lourdement armé dans l'hôtel du Parlement du Québec avant l'ouverture des débats. Il tue trois employés du gouvernement et en blesse 13 autres en se dirigeant vers le salon bleu.
En apprenant la présence d'un tireur, René Jalbert entre dans la salle. Voyant le tireur en uniforme militaire, Jalbert lui montre sa propre identification de vétéran, et entame un dialogue avec lui. Jalbert le convainc de permettre à plusieurs employés de quitter les lieux. Puis, il invite Lortie dans son bureau pour discuter de la situation, se rendant ainsi otage tout en écartant Lortie du salon. Après quatre heures de négociation, Jalbert parvient à persuader Lortie de se rendre à la police.
Le 9 novembre 1984, René Jalbert a été décoré de la croix de la Vaillance, la plus haute distinction civile du Canada, qui lui a été remise par la gouverneure générale du Canada, Jeanne Sauvé, lors d'une cérémonie à Rideau Hall à Ottawa. Le texte de la citation indique que le sang froid et le courage de ce vétéran ont presque certainement évité un carnage bien plus important :

« Sans l'intrépidité de cet ancien major du Royal 22e Régiment et vétéran de la Deuxième Guerre mondiale et de la guerre de Corée, le bilan des morts aurait certainement été beaucoup plus lourd. »

— Décorations pour bravoure - M. René Marc Jalbert, C.V., C.D..
L'intervention de René Jalbert a été saluée par plusieurs intervenants pendant plusieurs années.
Il fut également gentilhomme huissier de la verge noire (huissier du bâton noir) pour le Sénat du Canada de 1985 à 1989.

## Prix et distinctions
Pour son intervention lors de la fusillade, René Jalbert reçoit :
- La croix de la Vaillance[11],[12],[13]
- L'ordre très vénérable de l’hôpital de Saint-Jean de Jérusalem[réf. nécessaire]
- La médaille de l'Assemblée nationale du Québec le 15 mai 1984[14]
- La médaille des héros du Carnegie Hero Fund (en) des États-Unis[15]

## Héritage
Aujourd'hui, une rue de la ville de Québec porte son nom.